# Gieorgij Murzin
Gieorgij Aleksandrowicz Murzin (ros. Георгий Александрович Мурзин, ur. 3 czerwca 1996) – rosyjski pilot, Bohater Federacji Rosyjskiej (2019).

## Życiorys
Uczył się w szkole średniej w Jekaterynburgu, w 2013 wstąpił do szkoły lotnictwa cywilnego w Bugurusłanie (filia Petersburskiego Państwowego Uniwersytetu Lotnictwa Cywilnego), którą ukończył w 2017. W 2018 został drugim pilotem w Ural Airlines w Jekaterynburgu. Do sierpnia 2019 wylatał ponad 600 godzin. 15 sierpnia 2019 był drugim pilotem samolotu Airbus A321 (którego kapitanem był Damir Jusupow) lecącego z Moskwy do Symferopola, który krótko po starcie zderzył się ze stadem mew w okolicach portu lotniczego Żukowskij i uległ awarii. Wówczas brał udział w wykonaniu manewru awaryjnego lądowania bez podwozia w polu kukurydzy koło wsi Rybaki (w rejon ramieńskim). Spośród 233 osób, znajdujących się na pokładzie, 74 pasażerów  odniosło obrażenia, jednak nikt nie zginął. Postanowieniem prezydenta Rosji W. Putina z 16 sierpnia 2019 Murzin otrzymał tytuł Bohatera Federacji Rosyjskiej (wraz z kapitanem, Jusupowem) za męstwo i heroizm okazane podczas wykonywania czynności służbowych. Stał się pierwszym Bohaterem Federacji Rosyjskiej urodzonym po rozpadzie ZSRR.
Mieszka w Jekaterynburgu.